# مارثا كابلان
مارثا كابلان (بالإنجليزية: Martha Kaplan)‏ هي عالمة الإنسان أمريكية، ولدت في 1957.